# The Sore Losers
The Sore Losers is een Belgische rockband die werd opgericht in 2009. De Limburgse band speelt rockmuziek met invloeden van blues, country en garage.

## Geschiedenis
Op 28 maart 2010 eindigde de band als tweede tijdens Humo's Rock Rally.
In oktober 2010 verscheen het titelloze debuutalbum van The Sore Losers bij Excelsior Recordings en V2. Beyond Repair, de eerste single van het album, stond 21 weken in De Afrekening van Studio Brussel en was daarmee de langst genoteerde single van 2010.
The Sore Losers speelden op Pukkelpop 2010 en openden de betreurde editie van 2011 op het hoofdpodium.
In februari 2014 verscheen Roslyn, het tweede album van The Sore Losers, bij Excelsior Recordings en V2. Het album kwam meteen binnen op nummer 5 in de Ultratop album top 200 en bleef meer dan 52 weken genoteerd. Working Overtime, de tweede single van de plaat, was Hotshot op Studio Brussel. De volgende singles Don't Know Nothing en Tripper schopten het allebei tot nummer 1 in De Afrekening en de Hotlist van Studio Brussel. De lezers van het weekblad Humo verkozen Roslyn tot de op zes na beste plaat van 2014.
In juli 2014 traden The Sore Losers op op het grootste festival van België, Rock Werchter.
Op 20 december 2014 speelden The Sore Losers voor het eerst een headline-concert in de grote zaal van de Ancienne Belgique. Het concert was nagenoeg uitverkocht en werd op de Belgische televisiezender Acht meermaals uitgezonden tussen 10 en 17 januari 2015.
De groep werd voor de Music Industry Awards 2014 genomineerd in de categorieën Alternative en Doorbraak.
Op 20 februari 2015 verscheen Roslyn in Duitsland, Zwitserland en Oostenrijk, wat werd ondersteund met een tournee langs het Duitse clubcircuit.
Op 18 maart 2016 verscheen SKYDOGS, het derde album. De plaat werd opgenomen en gemixt in de Vox Ton Studio in Berlijn van 9 tot 20 november 2015. Dave Cobb, genomineerd voor een Grammy voor producer van het jaar, produceerde de plaat. Eddie Spear deed de engineering en mixte het album. SKYDOGS verscheen bij Excelsior Recordings en V2.
Op 15 april 2016 stelde de band het album live voor in een uitverkochte Ancienne Belgique.
In november 2016 werd "SKYDOGS" internationaal gereleased door Ultra Elektrik Records. In Frankrijk schoof Stéphane Saunier  het album meteen naar voren als Album de la semaine in zijn druk bekeken televisieprogramma op Canal+. The Sore Losers werden uitgenodigd om "SKYDOGS" voor een live publiek voor te stellen in een Parijse tv-studio. Het concert werd meermaals uitgezonden voor een miljoenenpubliek. Nog in Frankrijk verkoos Philippe Manoeuvre, dé autoriteit op het vlak van Rockmuziek in Frankrijk en hoofdredacteur van het legendarische Rock & Folk magazine, "SKYDOGS" tot beste album van 2016. The Sore Losers ondersteunden de aandacht voor "SKYDOGS" in Frankrijk met een uitgebreide tournee doorheen het hele land, aanvankelijk als voorprogramma van band als White Denim, Boss Hog, The Bellrays en Lords of Altamont, maar later ook als headliner van hun eigen clubtour.
In maart 2017 maakten The Sore Losers voor het eerst de oversteek naar de Verenigde Staten waar ze uitgenodigd werden om zich in New York en op SXSW in Austin live voor te stellen aan de Amerikaanse muziekindustrie. De single Nightcrawler ging in première via TeamCoco, het immens populaire online platform van late night showhost Conan O'Brien. Guitar World, een van de grootste gitaarmagazines ter wereld, lanceerde de livevideo van Nightcrawler via zijn website.
In 2018 verscheen Gracias Señor, het vierde album, op Ultra Elektric Records, het eigen platenlabel van The Sore Losers. Het album werd opgenomen in de nagelnieuwe DAFT studio en geproduced door James Petralli en Steve Terebecki van de Amerikaanse rockband White Denim. Gracias Señor wordt verdeeld in de Benelux en Frankrijk door Caroline Music, onderdeel van Universal International Music, een van de 3 major labels. In 2018 speelde de band op Pukkelpop, gevolgd door een uitverkochte clubtour. De singles Dark Ride en Eyes On The Prize werden opgepikt door verschillende streaming- en radioplaylists.
Op 22 oktober 2021 lanceren The Sore Losers hun vijfde full length studio-album, "Ultra Elektric" op Suburban Records. Het album is geschreven, geproduced, opgenomen en gemixt door The Sore Losers. De nummers werden opgenomen tussen juni 2020 en april 2021 in GAM, DAFT en Ultra Elektric Studio, de eigen opnamestudio van de band.

## Discografie

### Albums
| Album met hitnotering(en) in de Vlaamse Ultratop 200 albums | Datum van verschijnen | Datum van binnenkomst | Hoogste positie | Aantal weken | Opmerkingen |
| ----------------------------------------------------------- | --------------------- | --------------------- | --------------- | ------------ | ----------- |
| The Sore Losers                                             | 01-10-2010            | 16-10-2010            | 22              | 4            |             |
| Roslyn                                                      | 17-02-2014            | 22-02-2014            | 5               | 58           |             |
| Skydogs                                                     | 18-03-2016            | 26-03-2016            | 9               | 31           |             |
| Gracias señor                                               | 05-10-2018            | 13-10-2018            | 18              | 7            |             |

### Singles
| Single met hitnotering(en) in de Vlaamse Ultratop 50 | Datum van verschijnen | Datum van binnenkomst | Hoogste positie | Aantal weken | Opmerkingen |
| ---------------------------------------------------- | --------------------- | --------------------- | --------------- | ------------ | ----------- |
| Beyond repair                                        | 31-05-2010            | 11-09-2010            | tip29           | -            |             |
| Silver seas                                          | 30-08-2010            | 12-02-2011            | tip32           | -            |             |
| Juvenile heart attack                                | 28-02-2011            | 26-03-2011            | tip20           | -            |             |
| Girl's gonna break it                                | 14-10-2013            | 26-10-2013            | tip20           | -            |             |
| Working overtime                                     | 07-02-2014            | 15-02-2014            | tip11           | -            |             |
| Don't know nothing                                   | 28-04-2014            | 10-05-2014            | tip13           | -            |             |
| Tripper                                              | 25-08-2014            | 30-08-2014            | tip9            | -            |             |
| Cherry cherry                                        | 08-02-2016            | 27-02-2016            | tip36           | -            |             |
| Emily                                                | 18-04-2016            | 30-04-2016            | tip2            | -            |             |
| Got it bad                                           | 19-09-2016            | 08-10-2016            | tip44           | -            |             |
| Nightcrawler                                         | 20-02-2017            | 18-03-2017            | tip             | -            |             |
| Dark ride                                            | 03-08-2018            | 11-08-2018            | tip6            | -            |             |
| Eyes on the prize                                    | 25-01-2019            | 02-02-2019            | tip             | -            |             |
| All in a day's work                                  | 21-06-2019            | 29-06-2019            | tip             | -            |             |